# Yōhei Kajiyama
Yōhei Kajiyama (Tóquio, 24 de setembro de 1985) é um futebolista profissional japonês, meio campo, milita no F.C. Tokyo.

## Carreira
Kajiyama fez parte do elenco da Seleção Japonesa de Futebol, nas Olimpíadas de 2008. 

## Títulos
F.C. Tokyo
- J. League 2 (1) : 2011
- Copa do Imperador (1) : 2011
- Copa da J. League (2) : 2004, 2009
- Copa Suruga Bank (1) : 2010